# Krwawa środa w Lublinie
Krwawa środa w Lublinie – rozruchy robotnicze, które miały miejsce w Lublinie 11 kwietnia 1934 (w środę).

## Geneza
W 1934 sytuacja robotników w Lublinie była bardzo trudna – na bezrobociu przebywało w tym mieście ponad 8000 osób. Stan ten powodował, że atmosfera była napięta i często dochodziło do demonstracji. W początku kwietnia 1934, po wiecu bezrobotnych, sformułowano postulaty, które przedłożono władzom miejskim. Żądano zatrudnienia wszystkich bezrobotnych i podniesienia dniówek za roboty publiczne. Władze obiecały udzielić odpowiedzi w ciągu dwóch dni.

## Przebieg
Rano 11 kwietnia, od godziny 8, pod gmach Państwowego Urzędu Pośrednictwa Pracy przy ul. Lubomelskiej zaczęli napływać ludzie oczekujący pozytywnej odpowiedzi na złożone postulaty. Około godziny 10 pod budynkiem było już 3000 osób (poprzedniego dnia aktywiści komunistyczni obchodzili wszystkie budowy i roboty publiczne, celem agitowania do udziału w proteście). Około godziny 12 wyłoniono 8-osobową delegację do starosty, celem uzyskania odpowiedzi na żądania. W skład delegacji weszli m.in. komuniści i członek zdelegalizowanej PPS-Lewicy. Odpowiedź władz okazała się negatywna, co wywołało niezadowolenie zgromadzonego tłumu, który przerodził się w spontaniczną manifestację.
Tłumaczeń władz nie chciano słuchać. Podczas wystąpienia przedstawiciela miasta gwizdano i wznoszono okrzyki antyrządowe. Postanowiono sprowadzić wojewodę lubelskiego, celem przedstawienia mu żądań. Kierownik PUPP nie tylko utrudniał dostęp do telefonu, ale próbował przedstawicieli wylegitymować, grożąc aresztowaniem. Jeden z delegatów krzyknął przez okno, że władza chce aresztować przedstawicieli tłumu. W odpowiedzi zaczęto wyrywać sztachety z płotów oraz kostkę brukową. Na gmach posypały się kamienie. Rozpoczął się szturm, w wyniku którego protestujący wdarli się do gmachu i go całkowicie opanowali. Część urzędników została uwięziona, ale jednemu z nich udało się zadzwonić po policję. Tłum tymczasem zaatakował sztachetami i łopatami nielicznych policjantów znajdujących się na miejscu. Ci ratowali się ucieczką w kierunku śródmieścia.
Akcją policyjną dowodził starszy aspirant Banasiak. Zarządził on wymarsz 80-osobowego oddziału w kierunku ulicy Lubomelskiej. Po drodze spotkał uciekających policjantów, którzy poinformowali go o sytuacji w budynku PUPP. Oddział policji za pomocą kolb (był sporadycznie atakowany, padło nawet kilka strzałów rewolwerowych) przedzierał się do gmachu, z którego ostatecznie uwolniono pracowników. Gmach otoczono kordonem, spodziewając się ataku. Policja pozostawała pod ciągłym gradem kamieni, a kolejni funkcjonariusze padali ranni. Istniała groźba zdziesiątkowania oddziału, w związku z czym polecono wycofać się do wnętrza gmachu. Nie można było użyć pistoletów gazowych, gdyż silny wiatr wiał w kierunku policji. Po przeorganizowaniu się postanowiono zaatakować tłum kolbami i bagnetami. W trakcie działań jeden z policjantów padł na ziemię nieprzytomny. Z tłumu padły m.in. okrzyki: „Rozbroić policję, tych burżuazyjnych pachołków!” oraz „Powypruwać im brzuchy! i Zastrzelić komisarza!”. Szczególną agresją wykazali się członkowie lubelskiej KPP: E. Wojciechowski, J. Czarnota, B. Tryk, W. Tkaczyk i B. Wójcik. Po obrzuceniu policji kamieniami doszło do walki wręcz. Banasiak, widząc przewagę demonstrantów, polecił oddać dwie salwy w tłum z amunicji ostrej (po pierwszej tłum nadal napierał, a ścisk był taki, że wycofanie się nie było możliwe).
Oddanie strzałów było dla demonstrujących niespodziewane i osłabiło zapał walczących. Stopniowo udało się rozproszyć tłum i rozpędzić go z użyciem bagnetów. Szalę przeważyło przybycie z odsieczą drugiego oddziału policyjnego. Łącznie było już ponad stu czynnych policjantów. Tłum tymczasem ogarnęła panika. Policjanci nadal używali kolb, bagnetów, a także zanotowano przypadki strzelania w twarz z pistoletów gazowych. Ucierpiało wiele kobiet i dzieci, które stanowiły dużą część demonstrantów. Zginęły 2 osoby. Ludzie uciekali w stronę śródmieścia ulicami Lubomelską i Wieniawskiego. Policja urządziła pościg, aresztując protestujących całymi grupami. Ostatecznie zatrzymano 71 osób.

## Efekty
Efektem zajść było 2 zabitych i 12 rannych (z ranami postrzałowymi). Dane te dotyczą tylko ciężko rannych – hospitalizowanych. Przez historiografię okresu Polski Ludowej liczby te uważane były za zaniżone. Ze strony policyjnej 14 osób odniosło rany, a oprócz tego jedna była w stanie ciężkim.
Po wypadkach doszło do zorganizowania samopomocy robotniczej, celem wsparcia rodzin poszkodowanych robotników i bezrobotnych. 18 kwietnia 1934 odbył się w Lublinie strajk protestacyjny, w którym udział wzięło około 1500 osób.

## Wydarzenia z 1943 r.
„Krwawą środą” nazywane są również lubelskie wydarzenia z 3 listopada 1943, kiedy to Niemcy zamordowali tysiące więźniów obozu na Majdanku, w Trawnikach i Poniatowej.